# Leichtathletik-Weltmeisterschaften 2011/Teilnehmer (Tansania)
| Gelbes Symbol für Goldmedaillen mit stilisierten Olympischen Ringen | Graues Symbol für Silbermedaillen mit stilisierten Olympischen Ringen | Braundes Symbol für Bronzemedaillen mit stilisierten Olympischen Ringen |
| ------------------------------------------------------------------- | --------------------------------------------------------------------- | ----------------------------------------------------------------------- |
| —                                                                   | —                                                                     | —                                                                       |

Der Leichtathletik-Verband Tansanias stellte bei den Leichtathletik-Weltmeisterschaften 2011 im koreanischen Daegu eine Teilnehmerin.

## Ergebnisse

### Frauen

#### Laufdisziplinen
| Athletin     | Disziplin | Vorlauf      | Vorlauf | Halbfinale | Halbfinale | Finale          | Finale |
| Athletin     | Disziplin | Zeit         | Platz   | Zeit       | Platz      | Zeit            | Platz  |
| ------------ | --------- | ------------ | ------- | ---------- | ---------- | --------------- | ------ |
| Zakia Mrisho | 5000 m    | 15:35,37 min | 13      |            |            | 15:18,81 min SB | 11     |